# Phyllophaga subopaca
Phyllophaga subopaca är en skalbaggsart som beskrevs av Moser 1918. Phyllophaga subopaca ingår i släktet Phyllophaga och familjen Melolonthidae. Inga underarter finns listade i Catalogue of Life.